# Ubisoft Paris
Vous êtes invité à donner votre avis sur cette page de discussion, de manière argumentée en vous aidant notamment des critères d’admissibilité ou en présentant des sources extérieures et sérieuses.  
Après avoir apposé le modèle {{Admissibilité}} sur une page, suivez les étapes expliquées sur Wikipédia:Débat d'admissibilité/Aide :
| 1. | Créez la page de débat d'admissibilité.                                                                      | Sauvegardez d’abord la page pour l’initialiser puis indiquez votre motivation.       |
| 2. | Important : ajoutez une entrée dans la section Débat d'admissibilité du jour.                                | Utilisez ce texte : *{{L\|Ubisoft Paris}}                                            |
| 3. | Pensez à informer les contributeurs principaux de la page et les projets associés lorsque cela est possible. | Utilisez ce texte : {{subst:Avertissement débat d'admissibilité\|Ubisoft Paris}}~~~~ |

Ubisoft Paris Studio est un studio français de développement de jeux vidéo, fondé en 1992 et situé à Montreuil dans la Métropole du Grand Paris, en Île-de-France.

## Historique
Créé en 1992 par les frères Guillemot, Ubisoft Paris Studio est le premier studio historique d'Ubisoft. Le premier projet du studio est Rayman, développé entre Paris et Montpellier sur la première console de Sony, la Playstation. Ce premier opus, vendu à 4 millions d'exemplaires rencontre un succès auprès des joueurs et joueuses du monde entier.
En 1995, Ubisoft Paris Studio se lance dans la réalisation d'un jeu de course et analyse plus de 75 jeux de voiture différents. Le jeu Planet of Death naît et fait fureur dans le monde.
En 2006, le studio accompagne le lancement de la nouvelle console Nintendo pour la sortie de Red Steel, le premier jeu de tir qui permet d'utiliser simultanément la manette et le nunchuck de la Wii.
La franchise des Lapins Crétins, des créatures issues de l'univers Rayman, est reprise par le studio. Rayman contre les Lapins Crétins sort en 2007 et conquis les fans du monde entier avec plus de 15 millions de jeux vidéo vendus.

## Jeux développés
| Titre                                          | Année | Plates-formes                                                                 |
| ---------------------------------------------- | ----- | ----------------------------------------------------------------------------- |
| Rayman                                         | 1995  | PlayStation                                                                   |
| Guitar Hits                                    | 1995  |                                                                               |
| Action soccer                                  | 1995  |                                                                               |
| KiyeKo et les voleurs de nuit                  | 1995  | Windows                                                                       |
| Tim 7                                          | 1996  | Windows                                                                       |
| Les 9 destins de Valdo                         | 1996  | Windows                                                                       |
| Guitar Hits Vol.2                              | 1996  |                                                                               |
| Payuta et le dieu des tempêtes                 | 1996  | Windows                                                                       |
| Rayman pour les juniors                        | 1996  | Windows                                                                       |
| Rayman éveil                                   | 1996  | Windows                                                                       |
| Planet Of Death (POD)                          | 1997  |                                                                               |
| F1 Racing                                      | 1997  |                                                                               |
| Football 98                                    | 1997  |                                                                               |
| Anglais avec Rayman                            | 1997  | Windows                                                                       |
| Rayman GOLD                                    | 1997  | Windows                                                                       |
| Artist ! Dessin                                | 1997  |                                                                               |
| Piano Hits                                     | 1998  |                                                                               |
| Les Dictées de Rayman                          | 1998  | Windows                                                                       |
| Monaco Grand Prix: Racing Simulation 2         | 1998  | PlayStation                                                                   |
| Cosmic Party                                   | 1998  |                                                                               |
| Rayman 2 : The Great Escape                    | 1999  | Nintendo 64, Windows                                                          |
| Tonic Trouble                                  | 1999  | Nintendo 64, Windows                                                          |
| Disney Dinosaure                               | 2000  | Dreamcast, Windows                                                            |
| F1 Racing Championship                         | 2000  | Nintendo 64, PlayStation 2, Windows                                           |
| Cosmic Party                                   | 2001  | PlayStation 2                                                                 |
| RS3: Racing Simulation 3                       | 2002  | GameCube, PlayStation 2, Windows                                              |
| Rayman Arena                                   | 2002  |                                                                               |
| Rayman 3                                       | 2003  | Windows, Xbox                                                                 |
| XIII                                           | 2003  | GameCube, OS X, PlayStation 2, Windows, Xbox                                  |
| Tom Clancy's Ghost Recon: Jungle Storm         | 2004  | PlayStation 2                                                                 |
| Tom Clancy's Splinter Cell                     | 2004  | PlayStation 2                                                                 |
| 187 Ride or Die                                | 2005  | PlayStation 2, Xbox                                                           |
| Red Steel                                      | 2006  | Wii                                                                           |
| Tom Clancy's Ghost Recon Advanced Warfighter   | 2006  | PlayStation 2, Windows, Xbox 360                                              |
| Rayman contre les lapins encore plus crétins   | 2007  | Wii                                                                           |
| Tom Clancy's Ghost Recon Advanced Warfighter 2 | 2007  | PlayStation 3, Windows, Xbox 360                                              |
| Rayman Prod' présente The Lapins Crétins Show  | 2008  | Wii                                                                           |
| Just Dance                                     | 2009  | Wii                                                                           |
| Tom Clancy's EndWar                            | 2009  | PlayStation 3, Xbox 360                                                       |
| Just Dance 2                                   | 2010  | Wii                                                                           |
| Michael Jackson: The Experience                | 2010  | Wii                                                                           |
| Red Steel 2                                    | 2010  | Wii                                                                           |
| The Lapins Crétins : Retour vers le passé      | 2010  | Wii                                                                           |
| ABBA: You Can Dance                            | 2011  | Wii                                                                           |
| Just Dance 3                                   | 2011  | PlayStation 3, Wii, Xbox 360                                                  |
| Just Dance Summer Party                        | 2011  | Wii                                                                           |
| Just Dance Wii                                 | 2011  | Wii                                                                           |
| Just Dance 4                                   | 2012  | PlayStation 3, Wii, Xbox 360, Wii U                                           |
| Just Dance Best Of                             | 2012  | Wii                                                                           |
| Just Dance Wii 2                               | 2012  |                                                                               |
| The Lapins Crétins Land                        | 2012  | Wii U                                                                         |
| Tom Clancy's Ghost Recon: Future Soldier       | 2012  | PlayStation 3, Windows, Xbox 360                                              |
| Just Dance 2014                                | 2013  | Wii, PlayStation 3, Xbox 360, Wii U, Xbox One, PlayStation 4                  |
| Just Dance Wii U                               | 2013  | Wii U                                                                         |
| Lapins crétins Big Bang                        | 2013  |                                                                               |
| Just Dance 2015                                | 2014  | PlayStation 3, PlayStation 4, Xbox 360, Xbox One, Wii, Wii U, Nintendo Switch |
| Just Dance Now                                 | 2014  | Android, iOS                                                                  |
| Watch Dogs : Bad Blood                         | 2014  | PlayStation 3, PlayStation 4, Xbox 360, Xbox One, Windows                     |
| Just Dance 2016                                | 2015  | PlayStation 3, PlayStation 4, Xbox 360, Xbox One, Wii, Wii U                  |
| Les Lapins Crétins Invasion                    | 2015  |                                                                               |
| Just Dance 2017                                | 2016  | PlayStation 3, PlayStation 4, Xbox 360, Xbox One, Wii, Wii U, Nintendo Switch |
| Watch Dogs 2                                   | 2016  | Windows, PlayStation 4, Xbox One                                              |
| Tom Clancy's Ghost Recon Wildlands             | 2017  | Windows, PlayStation 4, Xbox One                                              |
| Mario + The Lapins Crétins : Kingdom Battle    | 2017  | Nintendo Switch                                                               |
| Just Dance 2018                                | 2017  | PlayStation 3, PlayStation 4, Xbox 360, Xbox One, Wii, Wii U, Nintendo Switch |
| Just Dance 2019                                | 2018  | PlayStation 4, Xbox 360, Xbox One, Wii, Wii U, Nintendo Switch                |
| Tom Clancy's Ghost Recon Breakpoint            | 2019  | Windows, PlayStation 4, Xbox One, Stadia                                      |
| Just Dance 2020                                | 2019  | PlayStation 4, Xbox 360, Xbox One, Wii, Wii U, Nintendo Switch                |
| Watch Dogs: Legion                             | 2020  | Windows, PlayStation 4, Xbox One                                              |
| Just Dance 2021                                | 2020  | PlayStation 4, PlayStation 5, Xbox One, Xbox Series X/S, Nintendo Switch      |
| Just Dance 2022                                | 2021  | PlayStation 4, PlayStation 5, Xbox One, Xbox Series X/S, Nintendo Switch      |
| Just Dance 2023                                | 2022  | PlayStation 5, Xbox Series X/S, Nintendo Switch                               |
| Mario + The Lapins Crétins: Sparks of Hope     | 2022  | Nintendo Switch                                                               |
| Just Dance 2024                                | 2023  | PlayStation 5, Xbox Series X/S, Nintendo Switch                               |
| Just Dance 2025                                | 2024  | PlayStation 5, Xbox Series X/S, Nintendo Switch                               |